# Krioplankton

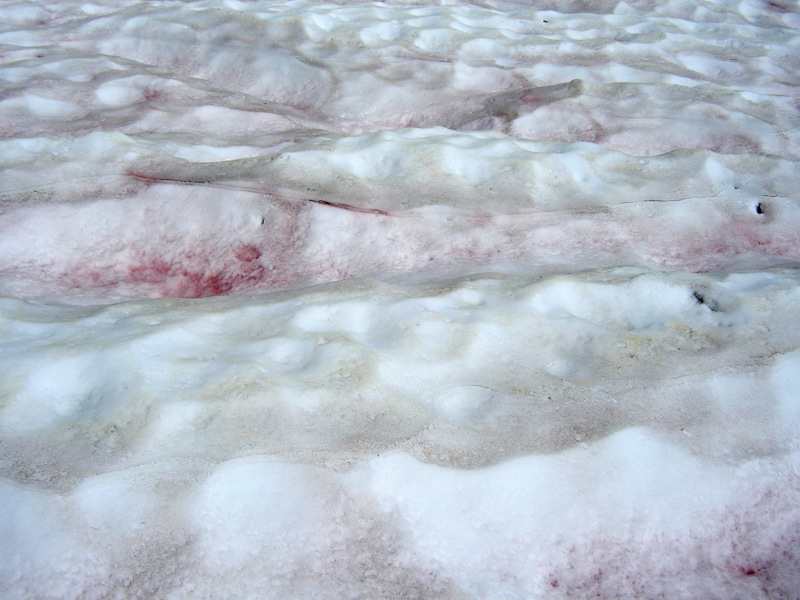
Zakwit śniegu powodowany przez Chlamydomonas nivalis

Krioplankton, krioseston (z gr. krýos ‘mróz’, planktós ‘błąkający się’) – określenie na drobne organizmy planktonowe o właściwościach kriofilnych, czyli przystosowane i mogące egzystować oraz rozwijać się w skrajnie niskich temperaturach, np. na terenach wiecznej zmarzliny, terenach wysokogórskich, w klimacie subpolarnym i polarnym. Część z organizmów zaliczanych do krioplanktonu żyje w wodach wytopiskowych lodowców, jeziorach górskich itp.
Krioplankton jako obejmujący organizmy występujące w innych siedliskach niż typowy plankton bywa wyodrębniany jako odrębna kategoria, a nie rodzaj planktonu. Niektórzy autorzy twierdzą, że nazwa krioplankton w stosunku do organizmów żyjących na lodzie lub w lodzie jest niepoprawna, gdyż cząstka plankton sugeruje występowanie w słupie wody, a nie zawsze jest to udziałem organizmów związanych z lodem, choć niektóre z nich mogą występować na przemian w lodzie i toni wodnej. Ponadto środowisko lodowe bardziej przypomina siedlisko bentosu. W końcu zaś w lodzie mogą żyć organizmy związane skądinąd z oboma powyższymi zespołami organizmów, więc ogólna nazwa takiego zespołu organizmów powinna być bardziej generalna, np. krion (ang. cryon).
Zespół glonów występujących na warstwie wody pokrywającej śnieg lub lód określany jest jako kriofiton. Warstwa ta może przylegać wyłącznie do poszczególnych organizmów, przez co są one zatopione w lodzie. Oprócz kriofitów żyjących w wodzie na powierzchni lodu lub śniegu, o własnościach światłolubnych, mogą występować zatopione w głębi brył lodu. Glony występujące w większym naświetleniu zwykle mają barwę czerwoną nadawaną przez astaksantynę, przypuszczalnie pełniącą rolę filtra chroniącego przed promieniowaniem słonecznym. W cieniu lub w głębi lodu lub śniegu rozwijają się glony bez astaksantyny, zielone. Glony występujące na śniegu mogą powodować jego zakwity, czyli tzw. kolorowy śnieg. Najczęściej jest to tzw. czerwony śnieg, powodowany przez Chlamydomonas nivalis, Chlamydomonas sanguinea lub Smithsonimonas abbotii, ewentualnie zielony śnieg, powodowany przez przedstawicieli Koliella, Raphidonema lub Carteria. Zakwity o rzadziej spotykanych kolorach wywołują Chloromonas rostafinskii (żółtozielony), Cystococcus nivicolus (żółty), Dactylococcopsis hungarica (niebieski), Ancylonema nordenskioeldii (purpurowobrązowy).
Organizmy związane z lodem pływającym po powierzchni oceanu mogą występować na jego powierzchni, wewnątrz tafli oraz pod nią, te ostatnie zaś mogą być przyczepione do dna tafli lub być z nią związane luźniej. Na powierzchni wydzielane są trzy rodzaje siedlisk i związanych z nimi zespołów organizmów: 
- Strefy infiltracji wody oceanicznej między śniegiem a lodem. Często są to zbiorowiska okrzemek, np. Nitzschia cylindrus, Nitzschia closterium i in. Te zespoły charakterystyczne są dla lodów antarktycznych.
- Strefy deformacji tafli lody, gdzie może infiltrować woda oceaniczna, a także gromadzić słona woda.
- Stawy roztopiskowe, czasem położone pod warstwą śniegu. Występują zarówno w Antarktyce, jak i Arktyce, ale na północy są częstsze, pokrywając nierzadko większość pokrywy lodowej. Oprócz wody powstającej z topniejącego lodu mogą zawierać wodę oceaniczną, w ten sposób poszczególne zbiorniki mogą mieć wodę słodką, słonawą lub słoną. Wiąże się z tym duże zróżnicowanie organizmów (glony, orzęski), które pochodzą bądź z lądowych wód słodkich, bądź z otaczającego oceanu[2].

Wewnątrz tafli lodu również istnieją zróżnicowane przestrzenie tworzące się w wyniku zmian temperatury lub naprężeń lodu wypełnione słoną wodą, w których żyją glony oraz żerujący na nich kryl czy kiełże Gammarus wilkitzkii. W mniejszych przestworach żyją w większym rozproszeniu inne organizmy od bakterii, po glony i widłonogi.
Spągową warstwę tafli lodu tworzą głównie dwie strefy i związane z nimi zespoły organizmów: kilkucentymetrowa strefa wód interstycjalnych znajdujących się między niewielkimi w tej warstwie kryształami lodu oraz strefa lodu płytkowatego. Pierwsza strefa zdominowana jest przez okrzemki, ale jest bogata również w inne organizmy: różnego rodzaju wiciowce, w tym bruzdnice, orzęski, słonecznice, wrotki, nicienie, widłonogi, wirki, larwy wieloszczetów. W drugiej warstwie przestrzenie są na tyle duże, że oprócz planktonu, w tym obfitego fitoplanktonu, żyją w niej nawet ryby.
Do spodniej powierzchni lodu przyczepione lub luźno pod nią pływające mogą być maty lub nici glonów (głównie okrzemek) i związane z nimi zespoły innych organizmów.